# Anomis apta
Anomis apta är en fjärilsart som beskrevs av Walker 1869. Anomis apta ingår i släktet Anomis och familjen nattflyn. Inga underarter finns listade i Catalogue of Life.